# 舊茲布爾伊夫卡
46°28′22″N 32°25′2″E / 46.47278°N 32.41722°E
舊茲布爾伊夫卡（烏克蘭語：Стара Збур'ївка）是位於烏克蘭南部的村莊，由斯卡多夫斯克區的霍拉普里斯坦市鎮負責管轄。該村始建於1770年，面積4.7平方公里，海拔高度2米，2001年人口2,711，人口密度每平方公里547人。